# 11449 Stephwerner
A 11449 Stephwerner (ideiglenes jelöléssel 1979 QP) a Naprendszer kisbolygóövében található aszteroida. Claes-Ingvar Lagerkvist fedezte fel 1979. augusztus 22-én.